# Champenard
Champenard est une commune française située dans le département de l'Eure, en région Normandie.

## Géographie

### Localisation
La commune est située sur le plateau de Madrie.

### Communes limitrophes
|                      | Saint-Aubin-sur-Gaillon |                            |
| Autheuil-Authouillet | Champenard              | Saint-Aubin-sur-Gaillon    |
|                      |                         | Sainte-Colombe-près-Vernon |

### Hydrographie
La commune est située dans le bassin Seine-Normandie. Elle est drainée par le fossé 01 du Bout aux Roussels,.

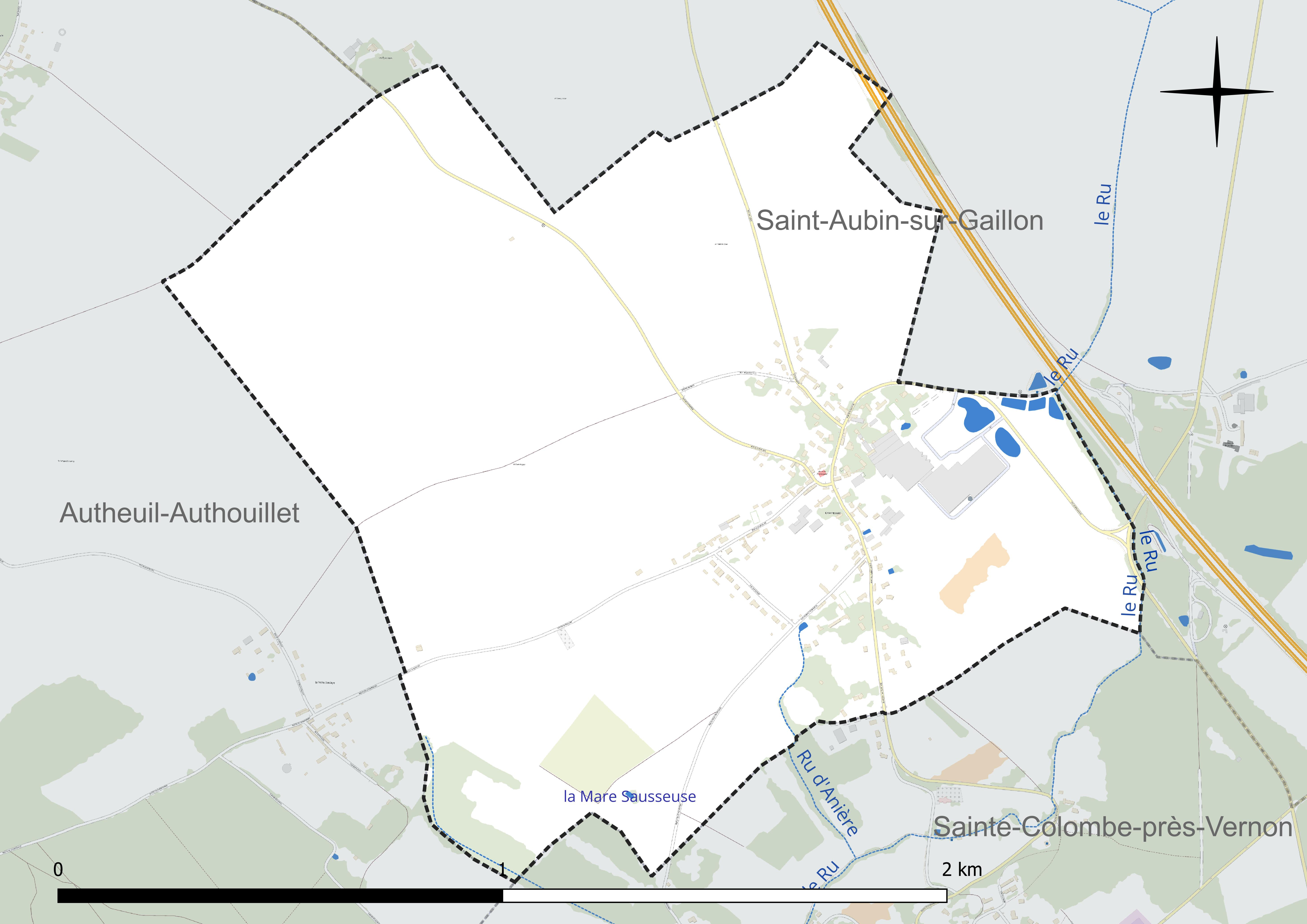
Réseau hydrographique de Champenard.

Un plan d'eau complète le réseau hydrographique : la mare Sausseuse (0 ha),.

### Climat
Pour des articles plus généraux, voir Climat de la Normandie et Climat de l'Eure.
En 2010, le climat de la commune est de type climat océanique dégradé des plaines du Centre et du Nord, selon une étude du CNRS s'appuyant sur une série de données couvrant la période 1971-2000. En 2020, Météo-France publie une typologie des climats de la France métropolitaine dans laquelle la commune est exposée à un climat océanique et est dans une zone de transition entre les régions climatiques « Sud-ouest du bassin Parisien » et « Côtes de la Manche orientale ». Parallèlement le GIEC normand, un groupe régional d’experts sur le climat, différencie quant à lui, dans une étude de 2020, trois grands types de climats pour la région Normandie, nuancés à une échelle plus fine par les facteurs géographiques locaux. La commune est, selon ce zonage, exposée à un « climat des plateaux abrités », correspondant aux plaines agricoles de l’Eure, avec une pluviométrie beaucoup plus faible que dans la plaine de Caen en raison du double effet d’abri provoqué par les collines du Bocage normand et par celles qui s’étendent sur un axe du Pays d'Auge au Perche.
Pour la période 1971-2000, la température annuelle moyenne est de 10,4 °C, avec  une amplitude thermique annuelle de 14,1 °C. Le cumul annuel moyen de précipitations est de 725 mm, avec 11,8 jours de précipitations en janvier et 8,4 jours en juillet. Pour la période 1991-2020, la température moyenne annuelle observée sur la station météorologique la plus proche, située sur la commune de Huest à 12 km à vol d'oiseau, est de 11,2 °C et le cumul annuel moyen de précipitations est de 600,6 mm,. Pour l'avenir, les paramètres climatiques de la commune estimés pour 2050 selon différents scénarios d’émission de gaz à effet de serre sont consultables sur un site dédié publié par Météo-France en novembre 2022.

## Urbanisme

### Typologie
Au 1er janvier 2024, Champenard est catégorisée commune rurale à habitat dispersé, selon la nouvelle grille communale de densité à 7 niveaux définie par l'Insee en 2022.
Elle est située hors unité urbaine et hors attraction des villes,.

### Occupation des sols
L'occupation des sols de la commune, telle qu'elle ressort de la base de données européenne d’occupation biophysique des sols Corine Land Cover (CLC), est marquée par l'importance des territoires agricoles (80,7 % en 2018), en diminution par rapport à 1990 (97,1 %). La répartition détaillée en 2018 est la suivante : 
terres arables (80,7 %), zones urbanisées (16,4 %), forêts (2,9 %). L'évolution de l’occupation des sols de la commune et de ses infrastructures peut être observée sur les différentes représentations cartographiques du territoire : la carte de Cassini (XVIIIe siècle), la carte d'état-major (1820-1866) et les cartes ou photos aériennes de l'IGN pour la période actuelle (1950 à aujourd'hui).

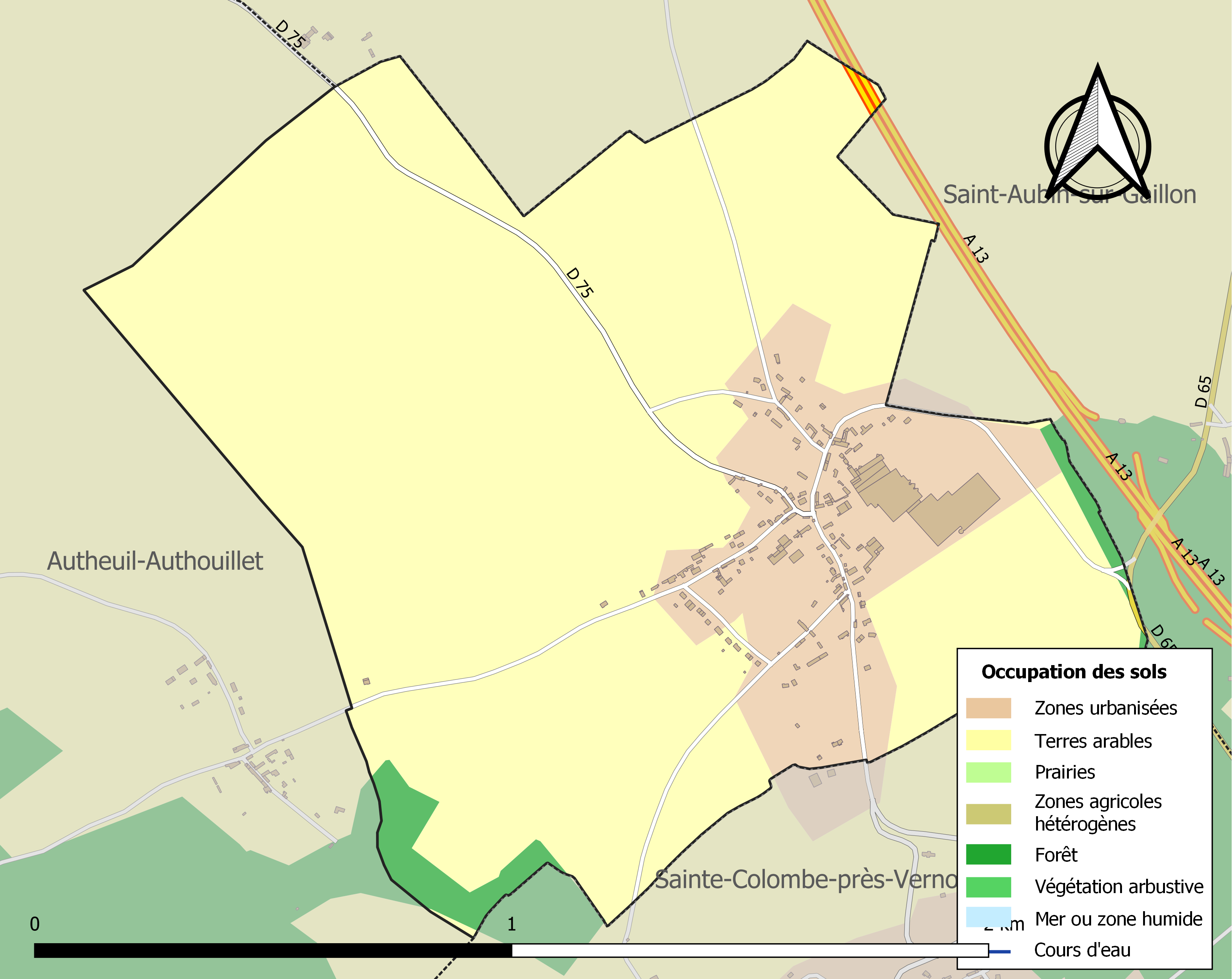
Carte des infrastructures et de l'occupation des sols de la commune en 2018 (CLC).

### Voies de communication et transports

#### Voies de communication
On y parvient par la RD 75 en provenance de Saint-Julien-de-la-Liègue ou de Sainte-Colombe-près-Vernon ou par la RD 65 en provenance de Saint-Aubin-sur-Gaillon ou de Houlbec-Cocherel.

## Toponymie
Le nom de la localité est attesté sous la forme latinisée Campus Enardi en 1181 (bulle de Luce III), Campenart en 1199 (bulle d’Innocent III).
« Le champ d'Énard » (cf. Mesnil-Esnard et Éginhard), anthroponyme d'origine germanique, encore fréquemment porté comme patronyme sous les formes Esnard ou Énard, notamment au sud ouest du domaine de la langue d'oïl[réf. nécessaire].

## Histoire
Charpillon ne trouve pas de point notable concernant la commune, outre celui du droit de présentation de l'abbé de La Croix-Saint-Leufroy.

## Politique et administration
| Période                                  | Période   | Identité             | Étiquette | Qualité       |
| ---------------------------------------- | --------- | -------------------- | --------- | ------------- |
|                                          |           |                      |           |               |
| mars 1995                                | mars 2014 | Bernard Franceschini |           |               |
| avril 2014                               | en cours  | David Pollet         | DVD       | fonctionnaire |
| Les données manquantes sont à compléter. |           |                      |           |               |

## Démographie
L'évolution du nombre d'habitants est connue à travers les recensements de la population effectués dans la commune depuis 1793. Pour les communes de moins de 10 000 habitants, une enquête de recensement portant sur toute la population est réalisée tous les cinq ans, les populations de référence des années intermédiaires étant quant à elles estimées par interpolation ou extrapolation. Pour la commune, le premier recensement exhaustif entrant dans le cadre du nouveau dispositif a été réalisé en 2004.

En 2022, la commune comptait 304 habitants, en évolution de +14,72 % par rapport à 2016 (Eure : −0,25 %, France hors Mayotte : +2,11 %).
| 1793 | 1800 | 1806 | 1821 | 1831 | 1836 | 1841 | 1846 | 1851 |
| ---- | ---- | ---- | ---- | ---- | ---- | ---- | ---- | ---- |
| 132  | 108  | 85   | 95   | 109  | 121  | 119  | 120  | 114  |

| 1856 | 1861 | 1866 | 1872 | 1876 | 1881 | 1886 | 1891 | 1896 |
| ---- | ---- | ---- | ---- | ---- | ---- | ---- | ---- | ---- |
| 114  | 106  | 112  | 103  | 111  | 112  | 113  | 112  | 106  |

| 1901 | 1906 | 1911 | 1921 | 1926 | 1931 | 1936 | 1946 | 1954 |
| ---- | ---- | ---- | ---- | ---- | ---- | ---- | ---- | ---- |
| 104  | 106  | 108  | 90   | 79   | 79   | 67   | 70   | 84   |

| 1962 | 1968 | 1975 | 1982 | 1990 | 1999 | 2004 | 2006 | 2009 |
| ---- | ---- | ---- | ---- | ---- | ---- | ---- | ---- | ---- |
| 91   | 102  | 108  | 107  | 129  | 140  | 166  | 174  | 205  |

| 2014 | 2019 | 2022 | - | - | - | - | - | - |
| ---- | ---- | ---- | - | - | - | - | - | - |
| 245  | 281  | 304  | - | - | - | - | - | - |

## Économie
La société CINRAM possède un site de production qui occupe une vaste surface du territoire de la commune.

## Culture locale et patrimoine

### Lieux et monuments
- Lavoir en bordure de la RD 75.
- Inventaire du patrimoine culturel en ligne .

### Personnalités liées à la commune
- Jean-François Davy (né en 1945), réalisateur qui y achète une propriété dans les années 1970 et y fait construire une usine de cassettes vidéo dans les années 1980[23].